# Raman Aljakszandravics Halovcsenka
Raman Aljakszandravics Halovcsenka (beloruszul: Раман Аляксандравіч Галоўчэнка, oroszul: Роман Александрович Головченко; Zsodzina, 1973. augusztus 10. –) fehérorosz politikus, aki 2020. június 4. óta Fehéroroszország miniszterelnöke.

## Élete és szakmai tevékenysége
Egyedüli gyermekként született 1973. augusztus 10-én Zsodzinában. Édesapja, Aljakszandr Nyikolajevics Halovcsanka a Belorusz Politechnikai Intézetben végzett, és mérnökként dolgozott a Minszki Traktorgyár tervezőirodájában. 10 éves korában szülővárosából Minszkbe költözött szüleivel, itt fejezte be a középiskolát. Halovcsanka 1996-ban diplomázott a moszkvai Nemzetközi Kapcsolatok Állami Intézetében. A Közigazgatási Akadémián is diplomát szerzett 2003-ban.

## Pályafutás
2009-ben első helyettes államtitkárrá nevezték ki. 2013-ban az Egyesült Arab Emírségek nagykövete lett. 2018-ban katari, kuvaiti és szaúd-arábiai nagykövetté nevezték ki. Jelenlegi pozíciójába Aljakszandr Lukasenka elnök nevezte ki két hónappal a 2020-as fehérorosz elnökválasztás előtt. Kinevezését megelőzően az Állami Katonai-ipari Bizottság elnökeként tevékenykedett. A 2020-as fehéroroszországi tüntetések idején, 2020. augusztus 17-én mondott le miniszterelnöki tisztségéről. A lemondás azonban nem lép azonnal hatályba, mivel egy nappal később még mindig "miniszterelnökként" jellemezte ugyanaz a média, amelyik bejelentette lemondását. Később (augusztus 19-én) az új kormány miniszterelnökévé nevezték ki.

## Magánélet
Van egy fia az első házasságából és két lánya a jelenlegi házasságából. Fia, Georgij Jackovszkij, a Bauman Moszkvai Állami Műszaki Egyetem hallgatója. Folyékonyan beszél angolul, arabul, németül és lengyelül.

## Fordítás
Ez a szócikk részben vagy egészben  a   Roman Golovchenko című angol Wikipédia-szócikk fordításán alapul.  Az eredeti cikk szerkesztőit annak laptörténete sorolja fel. Ez a jelzés csupán a megfogalmazás eredetét és a szerzői jogokat jelzi, nem szolgál a cikkben szereplő információk forrásmegjelöléseként.